# Tikhonki
Tikhonki - Тихонький (rus) - és un khútor del krai de Krasnodar, a Rússia. Es troba a les planes de Kuban-Priazov, a la vora esquerra del riu Tikhonkaia, tributari del Txelbas. És a 11 km al nord-est de Tikhoretsk i a 128 km al nord-est de Krasnodar.
Pertany un part a l'stanitsa de Fastovetskaia i una altra part a la ciutat de Tikhoretsk.